# Beleg van Parijs (1590)
Het Beleg van Parijs vond plaats van mei tot september 1590 en was een onderdeel van de Hugenotenoorlogen en het streven van Hendrik van Navarra naar de Franse kroon.

## Achtergrond
Na de moord op Hendrik I van Guise in 1588 en koning Hendrik III van Frankrijk in 1589 kwam er een einde aan de Drie-Hendriken-oorlog. Hendrik van Navarra, de derde Hendrik en protestant eiste de Franse troon op. Dit liet koning Filips II van Spanje, boegbeeld van de Rooms-Katholieke Kerk, niet aan zich voorbij gaan en eiste de Franse troon op voor zijn dochter Isabella, via haar moeder Elisabeth van Valois, zus van Hendrik III.

## Beleg
Na zijn overwinning tijdens de slag bij Ivry op 14 maart 1590, marcheerde Hendrik van Navarra richting Parijs. De stad werd verdedigd door de bekwame Karel Emanuel van Savoye-Nemours. Op 7 mei begon Hendrik met de omsingeling van Parijs, met de bedoeling de stad uit te hongeren. Al vlug bleek dat zijn troepenmacht en de kracht van zijn artillerie onvoldoende was. In juli kreeg Hendrik steun van Engelse troepen en verdubbelde het aantal soldaten naar 25 000. In augustus naderde het Spaanse leger onder leiding van Alexander Farnese en doorbrak de blokkades. Een laatste aanval van Hendrik bleek zinloos en hij was genoodzaakt het beleg af te breken.

## Vervolg
Men schat dat er ongeveer 40 à 50 duizend burgers stierven aan ondervoeding tijdens het beleg. Het is pas na zijn bekering tot het katholicisme, op 25 juli 1593, dat Hendrik van Navarra werd erkend als koning Hendrik IV van Frankrijk.